# Jolarpet
Jolarpet (en tamil: ஜோலார்பேட்டை ) es una localidad de la India en el distrito de Vellore, estado de Tamil Nadu.

## Geografía
Se encuentra a una altitud de 398 m s. n. m. a  km de la capital estatal, Chennai, en la zona horaria UTC +5:30.

## Demografía
Según estimación 2010 contaba con una población de 29 801 habitantes.